# Nowosielecki
Nowosielecki – polski herb szlachecki, odmiana herbu szlacheckiego Nałęcz.

## Opis herbu
W polu czerwonym nałęczka niezwiązana srebrna, na której zaćwieczona takaż rogacina.
Klejnot: Pięć piórach strusie.
Labry: Czerwone, podbite srebrem.

## Najwcześniejsze wzmianki
Herb przysługiwał rodzinie o przydomku Czeczel, osiadłej w XVI wieku na Wołyniu.

## Herbowni
Nowosielecki.